# Комитет государственной безопасности
Комитет государственной безопасности (КГБ) — орган государственной власти в СССР, на постсоветском пространстве и в Болгарии. Иногда этот орган получает статус министерства и называется, соответственно, Министерство государственной безопасности (МГБ). Аналогичные органы с такими же названиями имеются и в других странах.

## СССР и РСФСР
МГБ СССР и Народный комиссариат государственной безопасности (НКГБ) — центральные органы государственной власти СССР, ведавшие вопросами государственной безопасности в феврале — июле 1941 года и в 1943—1953 годах. Наряду с МВД, МГБ являлось союзно-республиканским министерством.
КГБ СССР образован 13 марта 1954 года путём выделения из состава МВД СССР подразделений, входивших ранее в МГБ СССР. 3 декабря 1991 года КГБ разделён на МСБ СССР, ЦСР СССР и Комитет по охране государственной границы.
Комитеты государственной безопасности союзных республик (за исключением РСФСР в 1954-1955 и в 1965-1991 годах) в составе СССР и автономных республик в составе союзных республик были территориальными структурными единицами КГБ СССР.
В 1991 году комитеты бывших республик Советского Союза были преобразованы в органы безопасности независимых государств, за исключением Латвийского, Литовского и Эстонского, которые были полностью ликвидированы.
КГБ РСФСР был образован 26 марта 1955 года. 17 декабря 1965 года ликвидирован. 5 мая 1991 года восстановлен. 26 ноября 1991 года преобразован в АФБ РСФСР.

## Постсоветское пространство

### Республика Беларусь
Продолживший своё существование в независимой Белоруссии КГБ Белорусской ССР. 

### Кыргызская Республика
В 1991-м году переобразована в ГКНБ Кыргызстана